# 全精英摔角
全精英摔角有限责任公司（英語：All Elite Wrestling, LLC，简称AEW）是于2019年成立的美国職業摔角联盟，由企业家沙希德·汗和儿子托尼·汗发起，沙希德任首席投资人，托尼任创始人、总裁兼首席执行官。首批签约选手为职业摔跤手寇帝·羅茲、马特和尼克·杰克逊与亚当·佩奇结成的精英组合，罗兹和杰克逊兄弟与精英组合创始成员肯尼·欧米茄兼任公司首席副总裁。
自2019年10月2日起，全精英摔角制作的两小时周播电视节目《AEW Dynamite》在美国特纳电视网直播。CBS体育认为全精英摔角是近20年来首家有大财团背书，能够和职业摔角娱乐行业龙头世界摔角娛樂抗衡的公司。

## 历史

### 背景
2017年5月，职业摔角记者戴夫·梅尔策断言美国职业摔角联盟荣耀擂台一场比赛的门票卖不到1万张，刺激到了当时签约荣耀擂台联盟，在擂台内外都是好朋友，曾是组合“子弹俱乐部”（即后来的“精英组合”）成员的顶级摔角巨星寇帝·羅茲和雄鹿双煞双打组合。他们于2018年9月推出独立职业摔角比赛“全员上阵”，邀请荣耀擂台前选手及其他联盟的选手参赛。结果比赛门票不到30分钟便售罄，创下1993年起非世界摔角娱乐或世界冠军摔角人士在美国举办职业摔角比赛的上座纪录，共吸引11263人到场观看。热潮好评使得网上有声音推测科迪和雄鹿双煞会扩张野心，创立自己的摔角联盟，或是举办第二场“全员上阵”比赛。而电视业人士也看好这场比赛。

### 成立
{{Multiple image
2018年11月5日，杰克逊维尔出现多个和全精英摔角“All Elite Wrestling”有关的商标注册申请，包括“All Elite Wrestling”、“AEW All Out”、“All Out”、“AEW”、“Double or Nothing”、“Tuesday Night Dynamite”、“AEW Double or Nothing”等商标。2018年12月，科迪、“雄鹿双煞”等摔角手离开荣耀擂台。2019年1月1日，“精英组合”在他们打造的YouTube网络节目《精英之路》（Being the Elite）宣告全精英摔角成立，首场比赛为“双倍赌注或是一无所有”，为“全员上阵”的后续。
2019年1月2日，科迪和“雄鹿双煞”签约全精英摔角，兼任参赛者和联合执行副总裁，同时足球俱乐部高管、狂热摔迷托尼·汗担任主席。托尼和父亲沙希德据报以首席投资人的身份支持该联盟。托尼和沙希德父子身家过亿，持有杰克逊维尔美洲虎和富勒姆足球俱乐部的股权。
2019年1月3日，科迪妻子、职业摔角手布兰迪·罗兹宣布出任公司首席品牌官。1月8日，公司在总部TIAA银行体育场前广场举行首场记者招待会，宣布选手阵容，包括前荣耀擂台组合南加州霸王（克里斯托弗·丹尼尔斯、天蝎之子和弗兰基·卡扎里安）、自由身摔角手布里特·贝克博士、乔伊·杰尼拉及前世界摔角娱乐选手Pac和克里斯·傑利可；同时还宣布和中国职业摔角联盟东方职业摔角合作。
2019年2月7日，联盟举行新闻发布会，宣布“双倍赌注或是一无所有”的门票正式开售。同时还宣布肯尼·欧米伽将加盟出任参赛者和第四位联合执行副总裁，“战斗兄弟”组合（小五角大楼和凤凰雷)、“好朋友”组合和查克·泰勒加盟，并和墨西哥联盟3A全球墨西哥摔角达成合作关系。

### 早期
2019年5月15日，全精英摔角和华纳媒体达成协议，计划在华纳旗下特纳电视网推出黄金时段周播节目。特纳电视网此前曾于1995年至2001年间播出世界冠军摔角的《WCW Monday Nitro》，与世界摔角娱乐的《RAW》在 周一晚收视战中较量。CBS体育认为全精英摔角是近20年来首家有大财团背书，能够和职业摔角娱乐行业龙头世界摔角娛樂抗衡的公司。
2019年5月25日，联盟宣布首档按次付费电视赛事《双倍赌注或一无所有》将于米高梅大花园竞技场举行，会是乔恩·莫克斯雷的首秀。摔角传奇布雷特·哈特在当晚的节目中揭晓全精英摔角世界冠军腰带。全精英摔角又在6月和7月推出另两场节目《费特节》和《陷落之战》。
2019年8月31日，联盟制作第二个按次付费电视赛事《全员上阵》。全精英摔角女子世界冠军腰带在比赛中揭晓。克里斯·杰里科在主战赛中击败亚当·佩吉，成为首任全精英摔角世界冠军。
2019年9月19日，特纳电视网网站显示全精英摔角节目《AEW Dynamite》的1小时热身秀于10月1日晚8点举行。10月2日，《AEW Dynamite》在特纳电视网首播，平均吸引140.9万名观众收看，创下电视网五年来首播节目的最高收视纪录。世界摔角娱乐同日在USA电视台首次播出2小时版《WWE NXT》抗衡，但平均观众只有89.1万人（《NXT》之前有两期节目在USA电视台播出第一小时，在世界摔角娱乐电视网播出第二小时）。同时，《Dynamite》在18至49岁关键观众群体中的观看人数为87.8万，是《NXT》41.4万的两倍多。这一天标志着周三晚收视战正式打响。而《Dynamite》直播时段前后录制的非电视转播赛事会于次日星期二在全精英摔角YouTube频道节目《AEW Dark》中集锦播出（按次付费电视赛事除外）。
2019年11月9日，联盟制作第三个按次付费观看赛事《全装出击》。主战赛中，乔恩·莫克斯雷在无制裁的“黑暗战”（Lights Out）中击败肯尼·欧米伽。
2020年1月15日，华纳媒体宣布联盟将《Dynamite》在特纳电视网播出的合同延长至2023年，成本达1.75亿美元。联盟未来将推出第二档周播节目。
2月19日，联盟与德国传媒公司德国天空公司（此前曾负责在当地播出世界摔角娛樂和Impact Wrestling的赛事）签订转播协议，在《天空精选赛事》栏目中播出付费点播赛事。
联盟的训练场馆“梦魇工场”（Nightmare Factory）由QT·马歇尔打理。
8月3日，Jazwares推出首批全精英摔角手办及玩具。
11月10日，联盟成立电子游戏品牌全精英摔角游戏。目前正在开发的三款游戏为面向移动端的《全精英摔角赌场：双倍赌注或一无所有》和《全精英摔角精英总经理》，以及由《WWE 2K》前开发商Yuke's开发的未定名主机游戏。

#### 2019冠状病毒病疫情的影响
2020年3月，各大体育赛事受2019冠状病毒病美国疫情影响而不同程度地取消或推延，2019–20 NBA赛季因两名球员的病毒检测结果呈阳性而宣告暂停，联盟3月18日在杰克逊维尔戴利之地举行的《Dynamite》节目也要空场举行。原定于5月23日举行的《双倍赌注或一无所有》也因4月8日米高梅大花园竞技场宣布所有活动取消至5月31日而暂停。内华达州3月12日起宣布全州进入紧急状态，无限期禁止公众集会。对此，联盟宣布《双倍赌注或一无所有》会如期举行，并将主战赛场地定为TIAA银行体育场，2021年的《双倍赌注或一无所有》定于5月29日在米高梅大花园竞技场举行。
4月13日，佛罗里达州州长罗恩·德桑蒂斯认为全精英摔角和世界摔角娱乐一样，均为对该州经济起关键作用的企业，宣布豁免与公众关系密切，在全国范围内有观众的职业体育和媒体公司的员工执行居家令。在《AEW Unrestricted》博客的专访中，托尼·汗坦言疫情令联盟赛事数百万美元现场比赛收入。
8月20日，美国疾病控制与预防中心发布指引，要求公众佩戴口罩，保持社交距离，量体温，联盟宣布为购买门票的摔迷退款。自8月27日的《Dynamite》起，节目现场开放10%的座位，到《全员上阵》则增至15%。

## 节目
2019年5月8日，全精英摔角与英国传媒公司獨立電視公司签订转播协议，将在独立电视台第四台播放赛事，自5月25日《双倍赌注或一无所有》起的按次付费赛事则在ITV Box Office上播放。然而，ITV Box Office于2020年1月暂停相关业务，独立电视台不再在英国播放联盟的付费赛事。
联盟会在《Dynamite》和付费赛事播出前于YouTube频道推出前瞻节目《Road to...》和《Countdown...》，内容包括专访、视频集锦和幕后花絮，用来炒作已有的比赛，营造新的冲突点。
2019年11月，联盟宣布推出为期九天的系列节目《AEW沙滩摔角》，横跨两期《Dynamite》节目及一期特别节目《克里斯·杰里科海边摇滚摔角狂》。

### 赛事
联盟的按次付费赛事由B/R Live负责北美区转播，FITE TV海外转播。另外，北美的观众也可以通过传统的按次付费电视转播商及主要卫星电视转播方观看联盟的赛事。